# Coming Home (låt av Firelight)
Coming Home är en låt av musikkruppen Firelight. Den representerade Malta i Eurovision Song Contest 2014 i Köpenhamn. Bidraget slutade på 23:e plats i finalen.